# Ben White
Pour les articles homonymes, voir White et Ben White (rugby à XV).
Ben White, né le 8 octobre 1997 à Poole en Angleterre, est un footballeur international anglais qui évolue au poste de défenseur central ou de latéral droit à l'Arsenal FC.

## Biographie

### Formation et débuts professionnels
Formé par le Southampton FC, Ben White rejoint Brighton & Hove en 2014, où il poursuit sa formation. Il joue son premier match en professionnel le 9 août 2016, lors d'un match de coupe de la Ligue anglaise face à Colchester United où il est titularisé en défense centrale. Son équipe s'impose sur le score de quatre buts à zéro ce jour-là.
Le 1er août 2017, Ben White est prêté à Newport County, club de League Two. C'est avec ce club qu'il inscrit son premier but en professionnel, le 21 novembre 2017, lors d'une rencontre de championnat face au Barnet FC. Il ouvre le score mais ne peut empêcher la défaite de son équipe.
Le 3 janvier 2019, Ben White est prêté au Peterborough United en League One jusqu'à la fin de la saison.

### Leeds United
Le 1er juillet 2019, Ben White est prêté à Leeds United pour la saison 2019-2020 après avoir prolongé son contrat avec Brighton & Hove,. Le 4 août 2019 White joue son premier match pour Leeds en étant titularisé lors d'une rencontre de Championship face à Bristol City. Son équipe s'impose sur le score de trois buts à un ce jour-là. Après des prestations remarquées avec Leeds, il est nommé joueur du mois de septembre 2019 du championnat.
Il est nommé dans l'équipe-type de deuxième division anglaise de la saison 2019-2020.

### Retour à Brighton
Après son prêt réussi à Leeds, le club souhaite le recruter définitivement mais Brighton repousse les offres qui lui sont faites. Le 1er septembre 2020 il prolonge son contrat avec Brighton de quatre saisons.
Ben White commence la saison 2020-2021 avec Brighton en tant que titulaire, découvrant la Premier League le 14 septembre 2020, lors de la première journée face au Chelsea FC. Son équipe s'incline sur le score de trois buts à un ce jour-là. Titulaire indiscutable au cours de cette saison 2019-2020, il prend part à trente-neuf matchs toutes compétitions confondues.

### Arsenal FC
Le 30 juillet 2021, White a signé pour le club de Premier League Arsenal pour 50 millions de livres. Il a fait ses débuts le 13 août, lors du match d'ouverture de la saison Premier League 2021–22, en commençant et en jouant tout le match lors de la défaite deux buts à zéro contre les nouveaux venus en Premier League, Brentford. White a manqué le prochain match d'Arsenal le 22 août, un match à domicile contre les rivaux londoniens Chelsea, en raison d'un test positif au COVID-19. Il a finalement fait ses débuts à domicile au Stade Emirates après son retour le 11 septembre, aidant à conserver une feuille blanche lors d'une victoire un but à zéro contre Norwich City pour la première victoire en championnat du club de la saison saison,.
White a joué dans son premier Derby du Nord de Londres contre Tottenham Hotspur le 26 septembre, il a joué tout le match où Arsenal a pris les trois points dans la victoire à domicile trois buts à un,,. Le 2 octobre, White a effectué son premier retour au Stade Falmer depuis son départ de Brighton où il a commencé et joué le match complet pour Arsenal dans le match nul et vierge avec son ancien club,.
Pendant la saison 2022–23, White a vu son poste être déplacé au poste d'arrière droit, passant de son poste habituel de défenseur central de la saison précédente. Le 4 mars 2023, il a marqué son premier but pour le club lors d'une victoire à domicile trois buts à deux contre Bournemouth, marquant un volley à la 70e minute.
Le 14 mars 2024, White prolonge son contrat avec Arsenal. Le défenseur est désormais lié au club jusqu'en juin 2028.

### En sélection
Le 25 mai 2021, Ben White figure dans la pré-liste des trente-trois joueurs anglais appelés à participer à l'Euro 2020. Il honore sa première sélection avec l'équipe nationale d'Angleterre le 2 juin suivant, lors d'un match amical contre l'Autriche. Il entre en jeu à la place de Jack Grealish et son équipe s'impose par un but à zéro. Non retenu dans la liste finale pour participer à l'Euro, il est finalement sélectionné pour remplacer Trent Alexander-Arnold, forfait de dernière minute sur blessure.
Le 10 novembre 2022, il est sélectionné par Gareth Southgate pour participer à la Coupe du monde 2022.

## Statistiques
| Saison                | Club                       | Championnat           | Championnat | Championnat | Coupe nationale | Coupe nationale | Coupe de la Ligue | Coupe de la Ligue | Supercoupe | Supercoupe | Compétition(s) continentale(s) | Compétition(s) continentale(s) | Compétition(s) continentale(s) | Plays-off | Plays-off | Total | Total |
| Saison                | Club                       | Division              | M.          | B.          | M.              | B.              | M.                | B.                | M.         | B.         | Comp.                          | M.                             | B.                             | M.        | B.        | M.    | B.    |
| 2016-2017             | Brighton & Hove Albion     | Championship          | -           | -           | -               | -               | 2                 | 0                 | -          | -          | -                              | -                              | -                              | -         | -         | 2     | 0     |
| 2020-2021             | Brighton & Hove Albion     | Premier League        | 36          | 0           | 2               | 0               | 1                 | 0                 | -          | -          | -                              | -                              | -                              | -         | -         | 39    | 0     |
| Sous-total            | Sous-total                 | Sous-total            | 36          | 0           | 2               | 0               | 3                 | 0                 | -          | -          | -                              | -                              | -                              | -         | -         | 41    | 0     |
| 2017-2018             | Newport County (prêt)      | League Two            | 42          | 1           | 5               | 0               | 2                 | 0                 | -          | -          | -                              | -                              | -                              | 2         | 0         | 51    | 1     |
| 2018-2019             | Peterborough United (prêt) | League One            | 15          | 1           | 1               | 0               | -                 | -                 | -          | -          | -                              | -                              | -                              | -         | -         | 16    | 1     |
| 2019-2020             | Leeds United (prêt)        | Championship          | 46          | 1           | 1               | 0               | 2                 | 0                 | -          | -          | -                              | -                              | -                              | -         | -         | 49    | 1     |
| 2021-2022             | Arsenal FC                 | Premier League        | 32          | 0           | 1               | 0               | 4                 | 0                 | -          | -          | -                              | -                              | -                              | -         | -         | 37    | 0     |
| 2022-2023             | Arsenal FC                 | Premier League        | 38          | 2           | 1               | 0               | -                 | -                 | -          | -          | C3                             | 7                              | 0                              | -         | -         | 46    | 2     |
| 2023-2024             | Arsenal FC                 | Premier League        | 37          | 4           | 1               | 0               | 2                 | 0                 | 1          | 0          | C1                             | 10                             | 0                              | -         | -         | 51    | 4     |
| 2024-2025             | Arsenal FC                 | Premier League        | 17          | 0           | -               | -               | -                 | -                 | -          | -          | C1                             | 9                              | 0                              | -         | -         | 26    | 0     |
| 2025-2026             | Arsenal FC                 | Premier League        | 1           | 0           | -               | -               | -                 | -                 | -          | -          | C1                             | 0                              | 0                              | -         | -         | 1     | 0     |
| Sous-total            | Sous-total                 | Sous-total            | 125         | 6           | 3               | 0               | 6                 | 0                 | 1          | 0          | -                              | 26                             | 0                              | -         | -         | 161   | 6     |
| Total sur la carrière | Total sur la carrière      | Total sur la carrière | 264         | 9           | 12              | 0               | 13                | 0                 | 1          | 0          | -                              | 26                             | 0                              | 2         | 0         | 318   | 9     |

## En sélection nationale
| Saison                | Sélection             | Phases finales        | Phases finales | Phases finales | Phases finales | Éliminatoires | Éliminatoires | Éliminatoires | Ligue des nations | Ligue des nations | Ligue des nations | Matchs amicaux | Matchs amicaux | Matchs amicaux | Total | Total | Total |
| Saison                | Sélection             | Compétition           | M              | B              | Pd             | M             | B             | Pd            | M                 | B                 | Pd                | M              | B              | Pd             | M     | B     | Pd    |
| --------------------- | --------------------- | --------------------- | -------------- | -------------- | -------------- | ------------- | ------------- | ------------- | ----------------- | ----------------- | ----------------- | -------------- | -------------- | -------------- | ----- | ----- | ----- |
| 2020-2021             | Angleterre            | Euro 2020             | 0              | 0              | 0              | -             | -             | -             | -                 | -                 | -                 | 2              | 0              | 0              | 2     | 0     | 0     |
| 2021-2022             | Angleterre            | -                     | -              | -              | -              | -             | -             | -             | -                 | -                 | -                 | 2              | 0              | 0              | 2     | 0     | 0     |
| 2022-2023             | Angleterre            | Coupe du monde 2022   | 0              | 0              | 0              | -             | -             | -             | -                 | -                 | -                 | -              | -              | -              | 0     | 0     | 0     |
| Total sur la carrière | Total sur la carrière | Total sur la carrière | -              | -              | -              | -             | -             | -             | -                 | -                 | -                 | 4              | 0              | 0              | 4     | 0     | 0     |

## Palmarès

### Palmarès collectif
| Leeds United (1)                                      | Arsenal FC (3)                                                                                                | Angleterre                                   |
| ----------------------------------------------------- | --- | -------------------------------------------- |
| - Championnat de deuxième division - Champion : 2020. | - Championnat d'Angleterre : - Vice-champion : 2023, 2024 et 2025 - Community Shield (1) : - Vainqueur : 2023 | - Championnat d'Europe : - Finaliste : 2020. |

### Distinction personnelle
- Membre de l'équipe-type de deuxième division anglaise en 2020.